# Henrique XXIV, Príncipe Reuss de Greiz
Henrique XXIV, Príncipe Reuss de Greiz (20 de março de 1878 – 13 de outubro de 1927), foi o último soberano do Principado de Reuss-Greiz , bem como chefe do ramo mais antigo da casa de Reuss , que foi extinto após sua morte em 1927. Henrique era o irmão mais velho da princesa Hermínia, segunda esposa do Imperador Guilherme II da Alemanha .

## Reinado
Henrique XXIV, nasceu em Greiz, no dia 20 de março de 1878, sendo o filho mais velho e único homem do príncipe Henrique XXII Reuss de Greiz e da princesa Ida de Eschaumburgo-Lipa. Ele tinha cinco irmãs mais novas. Como resultado de um acidente na infância, Henrique XXIV teve deficiências físicas e mentais. Seus pais sabiam que essas deficiências impediriam seu filho de se casar e de governar o Principado de Reuss-Greiz. Quando o príncipe Henrique XXII morreu em 19 de abril de 1902, Henrique XXIV o sucedeu como 6º Príncipe Reuss de Greiz. O Principado teve dois regentes, Henrique XIV, Príncipe Reuss de Gera e depois seu filho Henrique XXVII, Príncipe Reuss de Gera. Em 11 de novembro de 1918, o regente Henrique XXVII abdicou em nome de Henrique XXIV. Após a abdicação, Henrique XXIV manteve o direito de residência do Castelo Inferior em Greiz onde residiu até sua morte em 13 de outubro de 1927 . Ele foi sepultado no Mausoléu Waldhaus em Greiz ao lado de seus pais .

## Regentes
Devido a incapacidade de Henrique XXIV em governar o Principado Reuss-Greiz, o principado foi governado pelos seguintes regentes .
- Henrique XIV, Príncipe Reuss de Gera (19 de abril de 1902 - 29 de março de 1913)
- Henrique XXVII, Príncipe Reuss de Gera (29 de março de 1913 - 11 de novembro de 1918)